# Gastromyzon zebrinus
Gastromyzon zebrinus är en fiskart som beskrevs av Tan 2006. Gastromyzon zebrinus ingår i släktet Gastromyzon och familjen grönlingsfiskar. Inga underarter finns listade i Catalogue of Life.